# Mette Pedersen
Mette Pedersen (* 30. September 1973, verheiratete Mette Viscovich) ist eine ehemalige dänische Badmintonspielerin. 

## Karriere
Der größte Erfolg ihrer Karriere war eine Bronzemedaille bei den Europameisterschaften 1998 im Dameneinzel. 1991 hatte sie bereits die europäischen Juniorentitelkämpfe gewonnen. In der Folge war sie bei den Austrian International, Irish Open und den Russian Open erfolgreich. Bei den Denmark Open der Saison 1997/1998 wurde sie Zweite.

## Sportliche Erfolge
| Saison    | Veranstaltung                                    | Disziplin   | Platz | Name                            |
| --------- | ------------------------------------------------ | ----------- | ----- | ------------------------------- |
| 1989/1990 | Dänemark: Einzelmeisterschaften der Junioren U17 | Mixed       | 1     | Torben Jensen / Mette Pedersen  |
| 1989/1990 | Dänemark: Einzelmeisterschaften der Junioren U17 | Dameneinzel | 1     | Mette Pedersen                  |
| 1991      | Junioren-Europameisterschaft                     | Dameneinzel | 3     | Mette Pedersen                  |
| 1991      | Junioren-Europameisterschaft                     | Damendoppel | 1     | Trine Pedersen / Mette Pedersen |
| 1996      | Irish Open                                       | Damendoppel | 1     | Tanja Berg / Mette Pedersen     |
| 1996      | Austrian International                           | Dameneinzel | 1     | Mette Pedersen                  |
| 1997      | Russian Open                                     | Dameneinzel | 1     | Mette Pedersen                  |
| 1997/1998 | Dänemark: Internationale Meisterschaften         | Dameneinzel | 2     | Mette Pedersen                  |
| 1998      | Hongkong Open                                    | Dameneinzel | 5     | Mette Pedersen                  |
| 1998      | Europameisterschaft                              | Dameneinzel | 3     | Mette Pedersen                  |
| 1999      | Indonesian Open                                  | Dameneinzel | 3     | Mette Pedersen                  |